# Josef Majer
Josef Majer (8. června 1925 Vojkovice – 14. října 2013 Kladno) byl český fotbalista a účastník mistrovství světa roku 1954 ve Švýcarsku (byť do bojů šampionátu přímo nezasáhl a nepřipsal si ani žádný jiný reprezentační start). Dvakrát se stal nejlepším střelcem československé ligy – v roce 1951 se 16 góly (v dresu tehdejšího Gottwaldova) a v roce 1953 se 13 góly jako hráč Baníku Kladno. Jako hráč Kladna se také zúčastnil švýcarského šampionátu. V první lize debutoval v dresu ATK Praha. V nižších soutěžích hrál také za Kralupy nad Vltavou, Nusle a kariéru zakončil v rodných Vojkovicích.